# Eulalia Pérez de Guillén Mariné
Eulalia Pérez de Guillén Mariné (Loreto, c. 1766-Los Ángeles, 11 de junio de 1878) fue una mujer california que trabajó como ama de llaves de la misión de San Gabriel Arcángel y concesionaria del rancho del Rincón de San Pascual en las colinas San Rafael, que en nuestros días se encuentra en el condado de Los Ángeles (en el estado de California, Estados Unidos). Ella decía que había nacido en 1766, por lo que cuando murió en 1878 habría tenido 112 años de edad, pero en su acta de defunción afirma que había nacido en 1738. Su caso no ha podido ser verificado ni se puede demostrar plenamente.

## Primeros años
Eulalia Pérez nació en la localidad de Loreto, capital de la península de la Baja California, en la Provincia de Las Californias, dentro del Virreinato de la Nueva España (en lo que hoy es el estado mexicano de Baja California Sur). Era hija del español Diego Pérez (de Salamanca) y de Antonia Rosalía Cota. Macedonio González, uno de los sobrinos de Eulalia, menciona que ―según el escritor Michael C. White (conocido en México como Miguel Blanco), que era yerno de Eulalia― la madre de Eulalia no se llamaba Antonia Cota sino Lucía Valenzuela.Diego Pérez era un capitán de barco, se cree que era originario de Salamanca. Con una pequeña nave hacía viajes a los puertos mexicanos enfrente de la península de Baja California (llegaba hasta Guaymas).Los miembros de la familia de Eulalia no han sido capaces de rastrear los registros de su genealogía en el Archivo General de Indias o en Loreto, que ha sido devastada por huracanes durante siglos.Los hermanos de Eulalia se llamaban Teresa, Petra, Juana, Josefa, Bernardo y León.
Según la tradición familiar, el capitán Pérez le enseñó a su hija a leer y a escribir, un hecho que más adelante sería importante para la supervivencia de Eulalia, y su eventual prominencia.

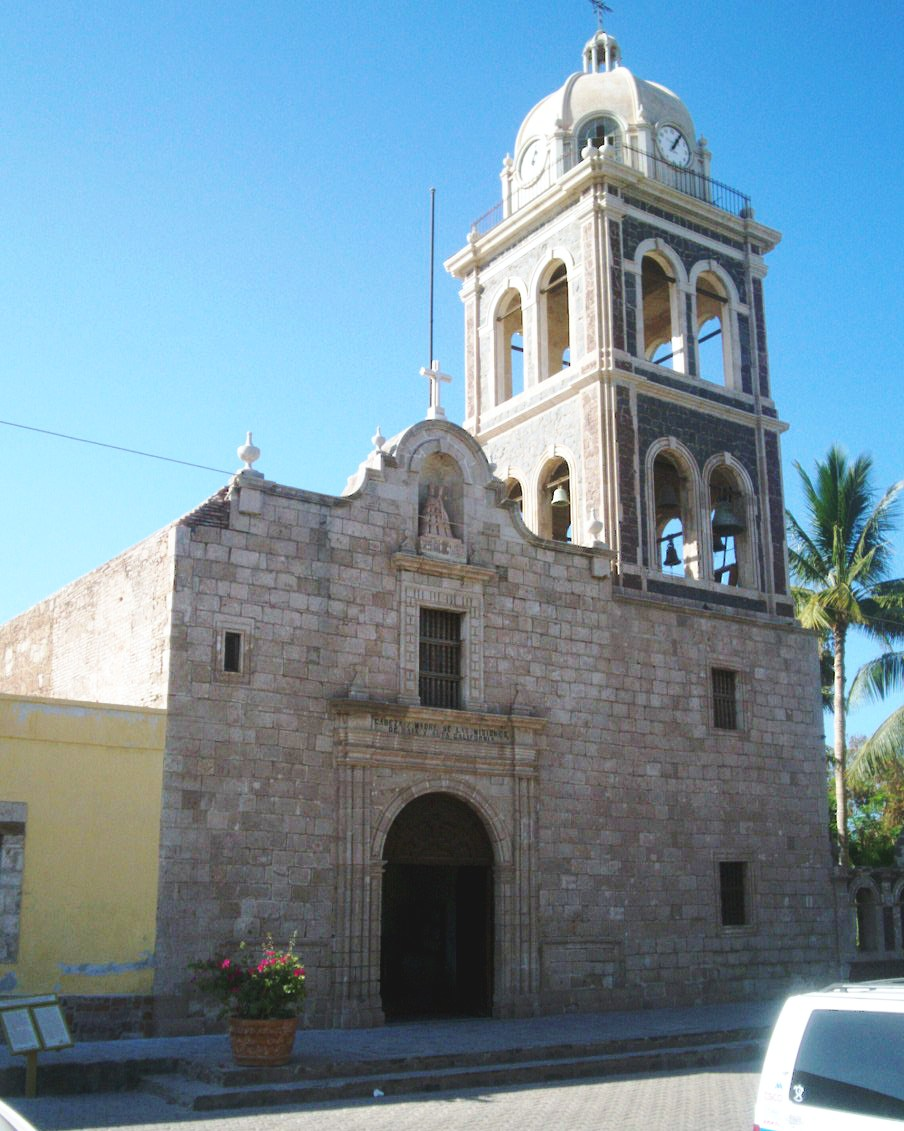
Misión de Nuestra Señora de Loreto.

En 1777, Loreto dejó de ser capital de Las Californias (puesto que había tenido desde 1697). La capital pasó a una localidad más al norte: Monterrey (ciudad que actualmente se encuentra en Estados Unidos).
Aproximadamente ese mismo año (1777) Eulalia se casó ―quizá a los 11 años de edad― en la capilla de la Misión de Loreto Conchó con el sargento del ejército español Miguel Antonio Guillén. Él se encontraba apostado en la compañía militar del presidio de San Diego (creado en 1769).
Cuando se fundó la misión San Vicente Ferrer (en agosto de 1780), su esposo tuvo que viajar para formar la fuerza militar, y la dejó en Loreto con tres niños nacidos ―Petra (la mayor), Isidoro y Domingo― y uno por nacer. Este último no fue bautizado porque poco después de su nacimiento su madre lo asfixió accidentalmente. Cuando Domingo ya era un niño de 9 a 11 años ―hacia 1789―, toda la familia se mudó a la Nueva California. En el camino Domingo enfermó y falleció. Fue enterrado en la misión San Fernando.
Hacia 1790, con sus primeros hijos ―Petra, Rosaria e Isidoro― se trasladaron hasta la guarnición de la nueva Misión de San Gabriel (fundada en 1771). Miguel murió varios años después mientras trabajaba en la guarnición de San Diego, dejando a Eulalia Pérez con varios hijos.

## Misión de San Gabriel
Eulalia Pérez consiguió un empleo en la Misión de San Gabriel, primero como cocinera y partera ―por ejemplo, ayudó al nacimiento de Pío Pico (1801-1894), quien sería el último gobernador mexicano de California― y finalmente se convirtió en mayor doma (ama de llaves) de la propia misión, gracias a que sabía leer y escribir.

## Rancho del Rincón del San Pascual
Cuando Eulalia Pérez se retiró, en la pascua de 1826, los padres en la misión San Gabriel la recompensaron otorgándole la concesión de una inmensa extensión de tierra (58,28 km²) que durante muchos siglos había pertenecido a los nativos americanos tongva (llamados desde entonces «gabrielinos»). Eulalia la bautizó Rancho del Rincón de San Pasqual.
El rancho San Pascual abarcaba las actuales ciudades de Altadena, Pasadena, South Pasadena y San Marino.
Según los descendientes de Eulalia Pérez, los misioneros le dieron la concesión bajo las leyes españolas. Pero cuando México adquirió Alta California, esa propiedad pasó a estar bajo las leyes mexicanas ―que no permitían que las mujeres fueran propietarias de ningún bien― por lo que Pérez tuvo que casarse en segundas nupcias con el mexicano Juan Mariné (f. 1836), un teniente de artillería retirado que ya tenía hijos adultos. Entonces el 18 de febrero de 1835, el gobernador mexicano José Figueroa le otorgó la concesión a Juan Mariné.
De acuerdo con algunos descendientes, en poco tiempo Mariné y sus hijos perdieron toda la tierra en el juego.
En otro relato, Fruto Mariné ―uno de los hijos de Juan Mariné―, era un soldado activo y no podía hacerse cargo del rancho. Entonces en 1839 se lo «vendió» a José Pérez y Enrique Sepúlveda. Estos dos hombres presentaron una nueva demanda de la tierra, y ese mismo año (1839) el gobernador mexicano Juan Bautista Alvarado les concedió el título de propiedad del rancho San Pascual. Ambos construyeron pequeñas casas de adobe cerca de Arroyo Seco (en el noreste de Los Ángeles). José Pérez falleció en 1841 y Enrique Sepúlveda en 1843. El rancho San Pascual quedó abandonado hasta que se otorgó a un nuevo concesionario ese mismo año (1843).

## El Adobe Flores (en Pasadena Sur)

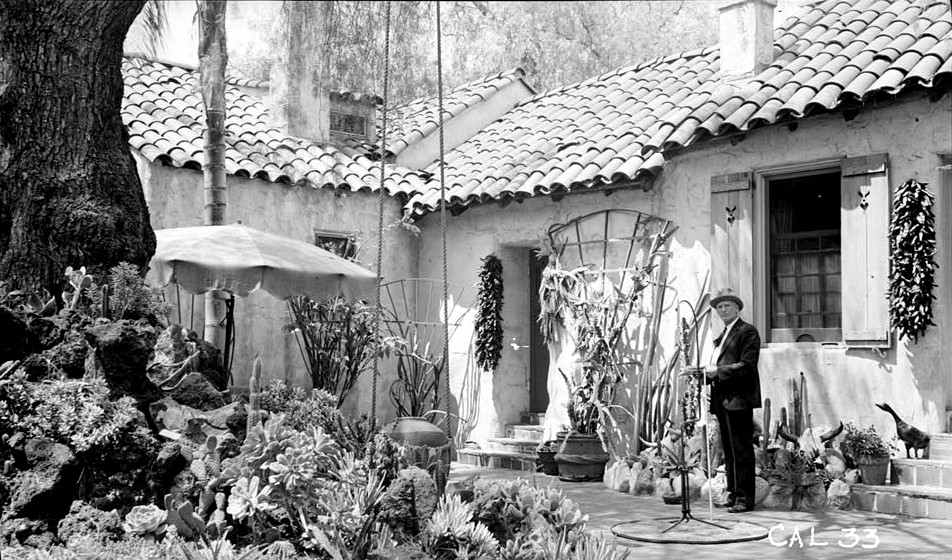
Patio interno del Adobe Flores, la casa que José Pérez construyó en 1839.

En 1839, José Pérez vivía en el Adobe Flores, la casa de adobe en el rancho San Pascual, en la ladera sur de la actual colina Raymond. En el siglo XX fue restaurada por el arquitecto Carleton Winslow padre (1876-1946), y todavía está de pie en la calle Foothill, en South Pasadena, y figura en el Registro Nacional de Lugares Históricos. Esta casa debe su nombre (Flores) a un héroe californio, el general José María Flores (1818-1866), que en 1846 fue el sucesor del gobernador Pío Pico, y también fue comandante de las fuerzas mexicanas en Alta California durante la Intervención estadounidense en México. El derrotado general acampó cerca de esta casa.
Eulalia Pérez, tras perder sus tierras, abandonó a Juan Mariné y pasó los últimos 40 años de su vida en las casas de varias de las hijas que había tenido con Guillén, entre ellas la de María Rita Guillén de la Ossa, esposa de José Vicente de la Ossa, propietario del Rancho de los Encinos, que fue la base de la actual ciudad de Encino (California). Lo que queda de ese rancho es el parque histórico estatal Los Encinos State Historic Park, de 0,4 km².

## Supercentenaria
Eulalia Pérez falleció en el área de Los Ángeles el 11 de junio de 1878. Su certificado de defunción ―que se encuentra en el Palacio de Justicia de Santa Ana― afirma que ella había fallecido a los 140 años de edad (o sea que habría nacido en 1737 o 1738). Sin embargo, la mayoría de sus descendientes están de acuerdo en que posiblemente las cifras son más conservadoras: entre 110 y 112 años.
Esto igualmente la convierte en una famosa supercentenaria de la antigua California y de la historia de Estados Unidos.
Eulalia Pérez de Guillén Mariné fue enterrada en el cementerio de la misión de San Gabriel, junto con los sacerdotes y otros miembros de la institución. Esto fue un honor muy inusual en aquella época para una mujer.
El lugar está marcado por un banco de mármol con su nombre inscripto.
Sus numerosos descendientes se casaron con otros californios de otras familias españolas y mexicanas, fundadoras de California.

### Fotografías
- «Eulalia Pérez: mother of Rita de la Ossa» Archivado el 26 de noviembre de 2013 en Wayback Machine., en el sitio web The De La Ossa Family Photograph Collection.
- «Eulalia Perez» Archivado el 16 de noviembre de 2012 en Wayback Machine., en el sitio web Santa Clara University.
- «Exhibit's slideshow», en UC Berkeley News
- «Eulalia Perez de Guillen Mariné, circa 1878», en Homestead Museum.

### Descendientes
Algunos de los descendientes de Eulalia Pérez de Guillén incluyen:
- María Rita Guillén de la Ossa (enlace roto disponible en Internet Archive; véase el historial, la primera versión y la última)., esposa de don José Vicente de la Ossa, propietarios del Rancho de los Encinos, en Encino (California).
  - María Manuela de la Ossa Thompson
  - Susanna de la Ossa
  - Antonio María Fulgencio de la Ossa (padre).
    - Antonio María Fulgencio de la Ossa, hijo

  - Fabricio de la Ossa
  - Constancia de la Ossa Kevane
    - Katherine Kevane Murray, champion of English for Spanish-speaking children in California public schools
      - Alexander Howison Murray, Jr. (1907-1993), dos veces alcalde de Placerville (California).
        - Patricia Murray Chambers (1936-2007) de Frederick (Maryland), obituario en el Washington Post, en el Placerville Mountain DemocratyArchivado el 27 de septiembre de 2007 en Wayback Machine..

      - Katherine Murray Boultinghouse (hija de Katherine Kevane Murray), close designer of Los Ángeles (California).
      - Constance Murray Raffetto (hija de Katherine Kevane Murray), escultora de Berkeley (California) y esposa del actor de radioteatro Michael Raffetto

  - Jose Vicente de la Ossa Jr.
  - Pablo de la Ossa
  - Clotilde de la Ossa
  - David de la Ossa
  - Leonora de la Ossa Durfee
  - Maclovia de la Ossa
  - Carlos de la Ossa
  - Florestina de la Ossa Gilbert Archivado el 7 de agosto de 2013 en Wayback Machine. (186?-1955), obituario en el sitio web Somos Primos.
- María del Rosario de Guillen Blanco/White (f. 1892), esposa de Michael White (alias Miguel Blanco).
  - Juana Paula White Courtney (n. 1833).
    - Jaime Courtney
      - Soila Esperanza Courtney Alvarado (1879-1949).
      - Beatrice Margaret Alvarado White (1899-1966).

  - Esther White Castillón
    - Margaret Castillón Cota

  - Francesca White Heslop
    - María Heslop Plaisance
      - Joe Northrop (1918-2003), esposo de la historiadora genealógica californiana Mary E. Northrop.